# KELK
株式会社KELK（ケルク）は神奈川県平塚市にある、半導体製造などで使用される温度制御装置の世界トップメーカーである。また温度制御に使われるサーモ・モジュール(ペルチェ素子)の素材、モジュール、熱交換器、応用機器までの開発・製造・販売を行う。小松製作所の100%出資子会社である。

## 沿革
- 1957年 - (株)小松製作所において熱電半導体の試験研究を開始
- 1959年 - 熱電冷却応用装置（天体望遠鏡光電子増倍管冷却装置）を販売
- 1960年 - 小松電子工業(株)を設立
- 1966年 - 電子冷凍専業メーカーとして小松電子工業(株)より分離独立し、日本ソリデート(株)を発足
- 1967年 - 小松ソリデート(株)に社名変更
- 1972年 - 社名を小松エレクトロニクス(株)に変更。(株)小松製作所100％出資会社となる
- 1999年 - ISO9001認証を取得
- 2000年 - ISO14001認証を取得
- 2008年 - 社名を(株)KELKに変更

## 関連企業
- 小松製作所